# Сръбски юг (1914 – 1915)
 Тази статия е за вестника.  За списанието вижте Сръбски юг (2004 – 2006).  
„Сръбски юг“ (на сръбски: Српски југ) е сръбски вестник, излизал в Скопие от 1914 до 1915 година по време на Първата световна война.
Вестникът започва да излиза по инициатива на македонеца Бранислав Нушич, който е основен редактор. Печата се в Първа сръбска печатница „Вардар“. Излиза на две страници с илюстрации, на цветна хартия, тъй като не е имало боя за избелване. Публикува най-важните новини за фронта и Антанатата. Общо от вестника излизат 365 броя.